# ルノー・エクスプレス
エクスプレス（EXPRESS）は、フランスの自動車メーカー、ルノーにより製造・販売される小型商用バンである。

## 初代（1985年 - 2000年）
1984年3月にフランスの自動車メーカー、シトロエンはアカディアンを代替する後継車種、C15を発表。同年10月に発売され、小型商用車市場に大きな影響を与えた。特に4フルゴネットは時代錯誤となってしまった。さらにC15はディーゼル車も設定され、同セグメント市場初である。同セグメント市場での競争を継続する必要の有るルノーは、過去に計画されたプロジェクトの1つである、新型シティカー及びシュペールサンクの商用仕様を再検討せざるを得なかった。
1985年11月に発売。エンジンはディーゼルを含む3機種が用意された。ガソリンはクレオン・フォンテ製956cm³のC1C型及び1,108cm³のC1E型の2機種、ディーゼルは1,595ccのルノー製F8M-736型の1機種。ボディタイプは2名乗りで有蓋車の板金仕様、2名乗りでガラス付有蓋車のガラス仕様、5名乗りで同じくガラス付有蓋車のエステートの3種類が用意された。1986年には、1,397cm3エンジン、60bhpの新型クレオン・フォンテが登場し、エステートと板金仕様が用意された。
4Fの後継として開発された荷室拡大型の小型貨物車であり、ルノー・シュペール5がベースとなっている。生産はフランス（MCA）、スペインの他台湾でも行われていた。
ベースとなるシュペール5の後部に大きな箱をつなげたような形状のフルゴネットで、リアサイドウィンドウのない完全貨物仕様と、リアサイドウィンドウを備えた乗用仕様の他に荷台が開放式のピックアップトラックと3タイプが存在していた。車名はエクスプレスの他、一部市場でラピッド(Rapid)、ドイツ、イギリスではエクストラ(Extra)として販売された。
前席部以降のキャビンのみハイルーフなフルゴネットスタイルは、日本でスズキ・アルトハッスル、日産・AD MAXが模倣している。
2000年に生産終了。後継はカングーエクスプレス。

## 2代目（2021年 -　）
カングーラピッドより安価かつ一回り小さい商用車として「エクスプレス」の名称が復活。2020年に販売を終了したダチア・ドッカーの後継としての役割も担う（ダチアは今後、商用車を設定しない）。
スライドドア付近のセンターピラーを廃したことでサイドからのアクセスを向上させている。
生産はフランス・モブージュにあるMCAではなく、モロッコにある「ルノー日産タンジェ工場」にて行われる。

## 関連事項
- ルノー・シュペール5
- ルノー・4
- ルノー・カングー
- ルノーのエンジン型式一覧
- ルノーのギアボックス型式